# Giuseppe Gagliardi
Giuseppe Gagliardi (Cosenza, 3 maggio 1977) è un regista e sceneggiatore italiano, autore di cortometraggi, documentari, film e videoclip musicali.

## Biografia
Nato e cresciuto a Cosenza da una famiglia originaria di Saracena (in provincia di Cosenza), si è laureato all'Università La Sapienza di Roma con una tesi in Storia e Critica del Cinema.
Con il cortometraggio Peperoni ha ricevuto numerosi premi in Italia tra cui il Sacher d'Argento del pubblico ex aequo al festival diretto da Nanni Moretti. Nel 2003 col documentario musicale Doichlanda riceve un Premio Speciale della Giuria nel concorso riservato ai documentari DOC 2003 del Torino Film Festival.
Ha firmato i videoclip Stop e Non è per voi della band rock italiana Mambassa.
Il suo primo lungometraggio La vera leggenda di Tony Vilar è stato presentato il 15 ottobre 2006 alla Festa internazionale del cinema di Roma ed il 30 aprile 2007 al Tribeca Film Festival di New York.
Torna al cinema nel 2011 dirigendo e sceneggiando Tatanka tratto da un racconto di Roberto Saviano.
Nel 2014 co-sceneggia I milionari per la regia di Alessandro Piva e nello stesso anno dirige la serie televisiva 1992.
Nel 2015 dirige la crime-fiction in onda su Rai 3 intitolata Non uccidere.

## Filmografia

### Regista

#### Cortometraggi
- Nunca Pasa Nada (1998)
- Uomini (1999)
- Peperoni (2001)
- Uomini (2001)
- Una storia (2001)
- Era una notte (2002)
- Camera C3 (2004)

#### Videoclip
- Eugenio Bennato - Grande Sud (2008)
- Il Parto delle Nuvole Pesanti - Onda calabra (2004), Gli amici degli amici (2006)
- Incanto - Va pensiero (2013)
- Mambassa - Stop (2005), Non è per voi (2011)
- Patty Pravo - La bambola (2008)
- Peppe Voltarelli - Italiani Superstar (2007), Turismo in quantità (2007)
- Roy Paci & Aretuska - What You See Is What You Get (2005)
- Teresa De Sio - 'O Paraviso 'n Terra (2008)

#### Lungometraggi
- La vera leggenda di Tony Vilar (2006)
- Tatanka, tratto dal libro La bellezza e l'inferno di Roberto Saviano (2011)

#### Documentario
- Doichlanda (2003)
- Mi manca Riva (2012)
- Vi ho cercato e siete venuti (2013)

#### Televisione
- 1992 (2015)
- Non uccidere (2015)
- 1993 (2017)
- 1994 (2019)
- Il re (2022-2024)

### Sceneggiatore

#### Lungometraggi
- La vera leggenda di Tony Vilar (2006)
- Tatanka tratto dal libro La bellezza e l'inferno di Roberto Saviano (2011)
- Milionari, regia di Alessandro Piva (2014)

#### Documentario
- Doichlanda (2003)

## DVD
- Doichlanda (Giuseppe Gagliardi, Il Parto delle Nuvole Pesanti). Road movie nei luoghi dell'emigrazione calabrese in Germania, Zoropa produzioni, 2003, Premio speciale della giuria al XXI Torino Film Festival